# ۱۰۸ (میلادی)

## رویدادها
- تاریخ‌نگار رومی تاسیتوس کتاب مهم خود به نام تواریخ را می‌نویسد.